# Baia Géographe

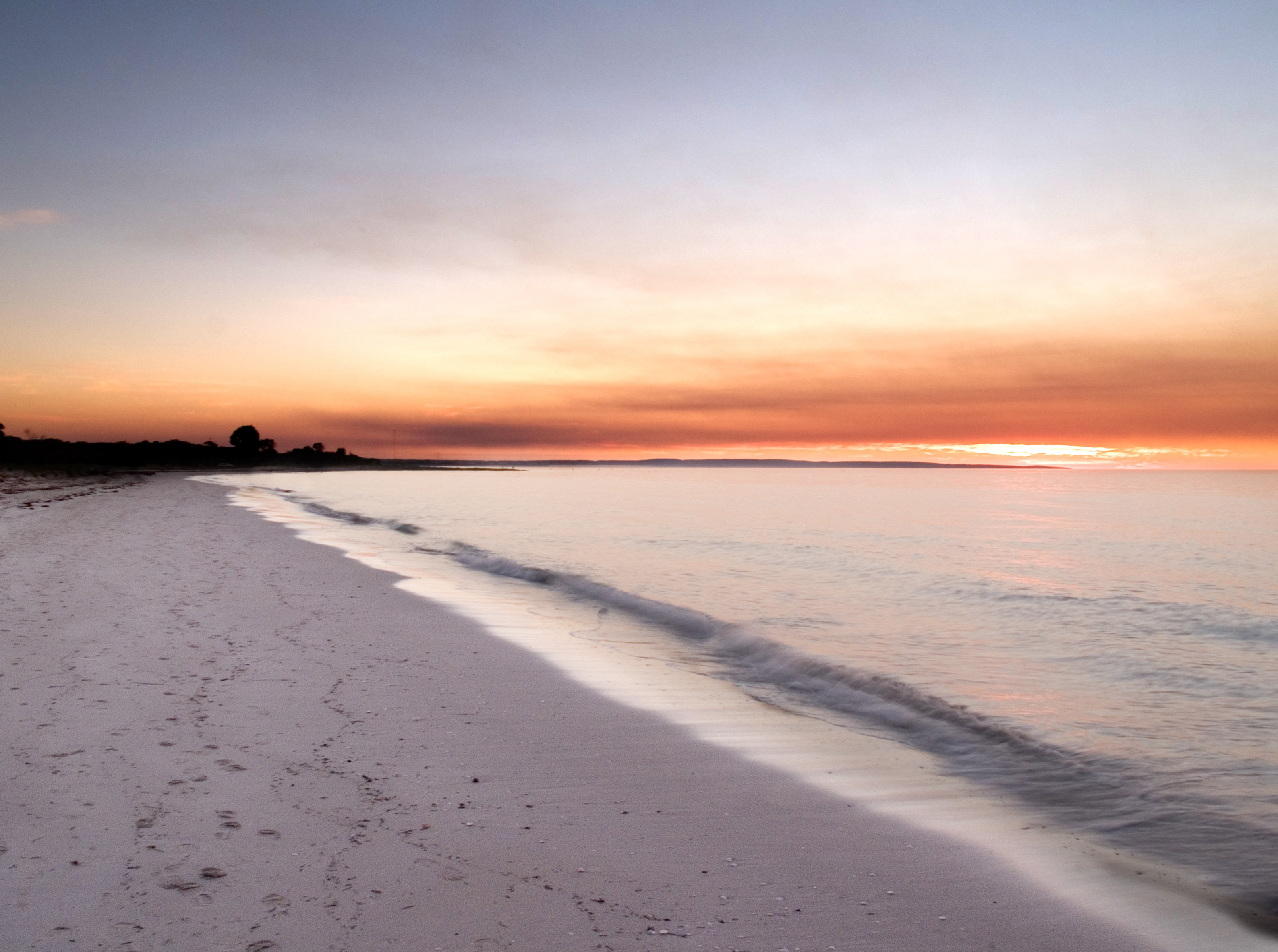
La baia Géographe al tramonto, con il Capo Naturaliste sullo sfondo.

La baia Géographe si trova nella parte sudoccidentale dell'Australia Occidentale, circa 220 km a sudovest di Perth.

## Etimologia
La baia venne così denominata nel 1801 dall'esploratore francese Nicolas Baudin in onore della sua nave ammiraglia, la corvetta Le Géographe al comando della quale aveva condotto l'esplorazione alle terre australi e alla Nuova Olanda. La spedizione Baudin era partita dal porto francese di Le Havre il 19 ottobre 1880 e vi fece ritorno nel giugno 1803.  

## Caratteristiche

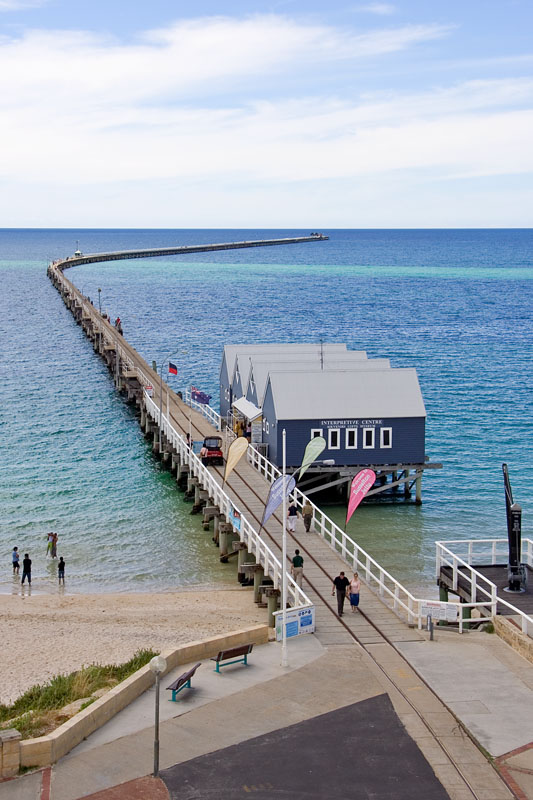
Il pontile di Busselton, il più lungo dell'emisfero australe con i suoi 1.836 metri

La baia è una vasta insenatura della costa australiana e si estende dal Capo Naturaliste, passando oltre le città di Dunsborough e Busselton per terminare nei pressi di Banbury. 
Il Capo Naturaliste (così denominato dal nome della seconda corvetta Le Naturaliste della spedizione Baudin) protegge la baia dalle onde impetuose dell'Oceano Indiano, rendendola così una apprezzato destinazione per gli amanti della nautica da diporto. Le acque della baia sono molto basse, impedendo così l'entrata alle grandi navi. Per risolvere il problema è stato costruito il Busselton Jetty, un molo lungo quasi due chilometri, che è il più lungo dell'emisfero australe.  
Il 14 dicembre 1997 nella baia al largo della città di Dunsborough, fu affondata la fregata HMAS Swan della Royal Australian Navy in modo da creare un relitto da utilizzare come attrattiva per le immersioni turistiche.
La baia attrae numerosi appassionati di osservazione delle balene, in alternativa a Flinders Bay e, nella sua parte nordoccidentale, è un frequentato sito per la pratica del surf.
Il bacino idrografico della baia e la baia stessa sono stati oggetto di numerosi studi e ricerche.